# ʿAyn Temūshent
ʿAyn Temūshent, francesizzata in Aïn Témouchent (in arabo عين  تموشنت‎?), è una città dell'Algeria, capitale dell'omonima provincia.

## Geografia fisica
Il Oued Tafna, lungo 170 km, caratterizzato da un vasto bacino idrografico, attraversa il territorio comunale, prima di sfociare nel mar Mediterraneo.

## Sport
La squadra di calcio maschile della città è il CRT Chabab Riadhi Témouchent.